# Nils Otto Zebeck
Nils Otto Zebeck, född 29 juli 1750 i Munka-Ljungby socken, Kristianstads län, död 30 april 1819 i Helsingborg, var en svensk målarmästare och grafiker.

## Biografi
Nils Otto Zebeck var son till trädgårdsmästaren Nils Hansson Zebeck och gift med en kvinna från släkten Orupp. Zebeck var från 1790 verksam som målarmästare i Lund under Göteborgs Målareämbete och utförde samtidigt porträttmåleri och gravyrer. Han försökte 1793 att bli gravör vid Lunds universitet men tjänsten kunde inte nybesättas så länge akademigravören Cordt Petter Winberg var anställd. Han flyttade senare till Helsingborg där han förutom porträtt målade bilder från staden och dess omgivningar. Bland hans lärlingar märks bonadsmålaren Per Svensson Schönhult. Mycket av Zebecks konst finns bevarat i privata samlingar.